# Серналя дела Баталя
Серна̀ля дела Бата̀ля (на италиански: Sernaglia della Battaglia; на венециански: Sernaja, Серная) е градче и община в Северна Италия, провинция Тревизо, регион Венето. Разположено е на 117 m надморска височина. Населението на общината е 6358 души (към 2010 г.).